# 小原正和
小原 正和（おはら まさかず）は、日本のアニメ演出家・監督。別名に織原 真盃と稲井 仁がある。
1992年にサンライズへ入社。同会社の映像作品『舞-HiME』『舞-乙HiME』の監督を務めた。各話に個別の演出家を起用し、自らは作品全体の監督に徹している。

## 参加作品

### テレビアニメ
1995年
- 獣戦士ガルキーバ（制作進行）

1998年
- 星方武侠アウトロースター（絵コンテ・設定制作）
- おじゃる丸（絵コンテ）※織原真盃名義

1999年
- 星方天使エンジェルリンクス（絵コンテ・演出）
- ∀ガンダム（絵コンテ）
- THE ビッグオー（演出助手・演出）
- 天使になるもんっ!（絵コンテ）※織原真盃名義

2000年
- GEAR戦士電童（絵コンテ・演出）

2001年
- カスミン（絵コンテ・演出）

2002年
- カスミン2（絵コンテ・演出）
- 十二国記（演出）
- OVERMANキングゲイナー（絵コンテ）

2003年
- カスミン3（絵コンテ・演出）
- クラッシュギアNitro（絵コンテ・演出）

2004年
- 舞-HiME（監督）

2005年
- 舞-乙HiME（監督）

2009年
- 宇宙をかける少女（監督・絵コンテ）
- あにゃまる探偵 キルミンずぅ（絵コンテ）※織原真盃名義

2010年
- スーパーロボット大戦OG -ジ・インスペクター-（絵コンテ）※織原真盃名義
- SDガンダム三国伝 Brave Battle Warriors（絵コンテ）※稲井仁名義

2011年
- Aチャンネル（絵コンテ）※稲井仁名義
- 境界線上のホライゾン（絵コンテ）※稲井仁名義

2012年
- アクセル・ワールド（監督）
- 超速変形ジャイロゼッター（絵コンテ）※稲井仁名義

2014年
- FAIRY TAIL（絵コンテ）※稲井仁名義
- 魔弾の王と戦姫（絵コンテ、エンディングアニメーション絵コンテ・演出）※稲井仁名義

2015年
- 戦姫絶唱シンフォギアGX（絵コンテ・演出）※稲井仁名義

2016年
- ナンバカ（絵コンテ・演出）※稲井仁名義

2018年
- グランクレスト戦記（絵コンテ）
- ソードアート・オンライン アリシゼーション（絵コンテ）

2019年
- かぐや様は告らせたい〜天才たちの恋愛頭脳戦〜（絵コンテ・演出）

2020年
- 戦翼のシグルドリーヴァ（絵コンテ・演出）

2023年
- マッシュル-MASHLE-（絵コンテ・演出）
- アンデッドガール・マーダーファルス（絵コンテ・演出）

2024年
- 負けヒロインが多すぎる!（絵コンテ）
- NieR:Automata Ver1.1a（絵コンテ）

### 劇場アニメ
- SDガンダム外伝 聖機兵物語（1993年、制作進行）
- アクセル・ワールド INFINITE∞BURST（2016年、監督）
- 劇場版 七つの大罪 天空の囚われ人（2018年、絵コンテ）
- 劇場版 ソードアート・オンライン -プログレッシブ- 星なき夜のアリア（2021年、絵コンテ・演出）

### OVA
- 装甲騎兵ボトムズ 赫奕たる異端（1994年、制作進行）
- 新世紀GPサイバーフォーミュラSAGA（1996年、設定制作）
- 新世紀GPサイバーフォーミュラSIN（1998年、設定制作・演出協力）
- 舞-乙HiME Zwei（2006年、監督）